# Карповське
Ка́рповське (рос. Карповское) — присілок у складі Міжріченського району Вологодської області, Росія. Входить до складу Ботановського сільського поселення.

## Населення
Населення — 13 осіб (2010; 14 у 2002).
Національний склад (станом на 2002 рік):
- росіяни — 100 %